# قرص خودکشی
کپسول سیانید پتاسیم (که به عنوان یک قرص کشنده شناخته می‌شود) به شکل‌های قرص، کپسول یا آمپول حاوی محلول کشندهٔ سیانید پتاسیم است که فرد به منظور پایان بخشیدن به زندگی خود عمداً آن را قورت می‌دهد.

## کشندگی
خوردن ۳۰۰ تا ۴۰۰ میلی‌گرم سیانید پتاسیم به مرگ فرد منجر می‌شود.

## علت استفاده
خودکشی به این روش می‌تواند به منظور اجتناب از مرگ به مراتب ناخوشایندتر (مانند شکنجه) یا اطمینان از عدم نشت اطلاعات مهم از طریق بازجویی انجام پذیرد. در نتیجه، قرص کشنده از نظر روانی میزان خطر مأموریت و بازجویی را به مأمور گوشزد می‌کند.

## مثال‌ها

### در سازمان جاسوسی آمریکا
سازمان سیا طی دهه ۱۹۵۰ از قرص saxitoxin که یک سم عصبی (به انگلیسی: neurotoxin) بسیار قوی است، استفاده می‌کرد.
بنا به گفته ویلیام کولبی مدیر سیا، فرانسیس گری پاورز، خلبان آمریکایی یو۲ هنگام پرواز بر فراز اتحاد جماهیر شوروی در ماه مه سال ۱۹۶۰ سیانور همراه داشت.

### در ناسا
بنابر یک باور عمومی فضانوردان نیز با خود از این قرص به همراه می‌برند تا هنگامی که از بازگشت به زمین ناامید شدند از آن استفاده کنند.